# Tauernhöhenweg
Der Tauernhöhenweg ist im engeren Sinne eine Hauptwanderstrecke, die dem Hauptkamm der Hohen Tauern folgt. In der Führerliteratur werden häufig die Niederen Tauern mit einbezogen, was dann eher der Charakteristik eines Weitwanderweges entspricht. In beiden Fällen deckt sich die Route weitgehend mit den jeweiligen Abschnitten des Zentralalpenweges. In den Hohen Tauern gibt es unter anderem Deckungen mit dem Klagenfurter Jubiläumsweg und dem Kärntner Grenzweg. Schwerpunkt dieses Artikels bildet die Route des Interessenverbandes Tauernhöhenweg.
Der Weg führt durch das Hochgebirge und birgt streckenweise selbst in seiner Standardvariante erhebliche Objektive Gefahren.

## Etappen
Der Interessenverband Tauernhöhenweg beschreibt im Hauptweg folgende Etappen:
- Glocknerhaus – Spielmann – Hochtor/Wallackhaus[3]
- Wallackhaus – Klagenfurter Jubiläumsweg/Otto-Umlauft-Biwak – Hocharn – Hoher Sonnblick/Zittelhaus
- Zittelhaus – Rojacher Hütte – Fraganter Scharte – Duisburger Hütte[4]
- Duisburger Hütte – Feldseescharte/Dr.-Rudolf-Weißgerber-Biwak – Hagener Hütte[5]
- Hagener Hütte – Mindener Hütte – Hannoverhaus[6]
- Hannoverhaus – Kleinhapscharte – Osnabrücker Hütte[7]
- Osnabrücker Hütte – Maltastausee – Kattowitzer Hütte[8]
- Kattowitzer Hütte – Gmünder Hütte[9]

## Geschichte

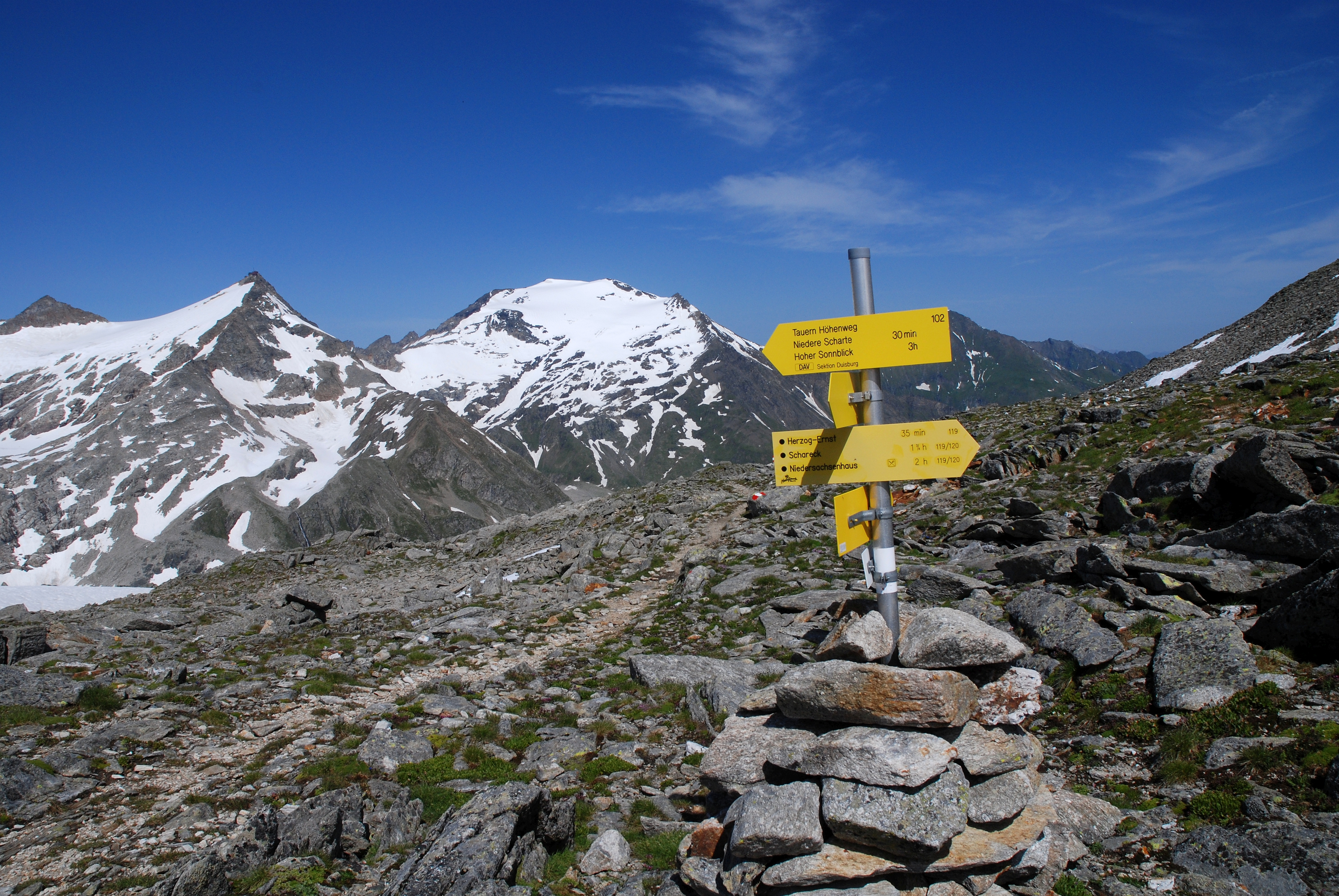
Fraganter Scharte mit Blick auf Hohen Sonnblick und Hocharn

Führer für den Tauernhöhenweg gibt es mindestens seit dem Erscheinen eines Werkes von Ernst Herrmann 1950, das bis 1975 vier Auflagen erlebte. Dessen dritte Auflage von 1967 beschreibt einen Weg in 28 Tagesetappen und zahlreichen Varianten von Haus im Ennstal zum Großvenediger. Ab den 1970er-Jahren taten sich DAV, OeAV und interessierte Sektionen, Gemeinden, Verbände und Unternehmen zu einer ArGe Tauernhöhenweg zusammen, aus der 2018 der Interessenverband Tauernhöhenweg hervorging – ein Verein mit Sitz bei der DAV-Sektion Mülheim an der Ruhr. Weitere Führer erschienen 1993 von Hans Führer bei Rother (bis 2016 fünf Auflagen) sowie 2013 von Herbert Raffalt bei Pustet.

## Belege
1. ↑  Tauernhöhenweg. (PDF) In: alpenverein.de. Abgerufen am 25. August 2024.
2. ↑  Der Weg. – Berge auf höchstem Niveau. Der Tauernhöhenweg. In: xn--tauernhhenweg-omb.com. Abgerufen am 25. August 2024.
3. ↑  Spielmann. In: alpenvereinaktiv.com. Abgerufen am 25. August 2024.
4. ↑  Heiligenblut - Hoher Sonnblick/Zittelhaus - Duisburger Hütte. In: alpenvereinaktiv.com. Abgerufen am 25. August 2024.
5. ↑  Tauernhöhenweg - Etappe 3: Duisburger Hütte - Hagener Hütte. In: alpenvereinaktiv.com. Abgerufen am 25. August 2024.
6. ↑  Tauernhöhenweg - Etappe 4: Hagener Hütte - Hannoverhaus. In: alpenvereinaktiv.com. Abgerufen am 25. August 2024.
7. ↑  Tauernhöhenweg - Etappe 5: Hannoverhaus - Osnabrücker Hütte. In: alpenvereinaktiv.com. Abgerufen am 25. August 2024.
8. ↑  Tauernhöhenweg - Etappe 6: Osnabrücker Hütte - Kattowitzer Hütte. In: alpenvereinaktiv.com. Abgerufen am 25. August 2024.
9. ↑  Übergang von der Kattowitzer Hütte zur Gmünder Hütte. In: alpenvereinaktiv.com. Abgerufen am 25. August 2024.
10. ↑  Ernst Herrmann: Tauernhöhenweg-Führer – Vom Ennstal zum Großvenediger. I Auflage. Gerlach & Wiedling, Wien 1950.
11. ↑  Ernst Herrmann: Tauernhöhenweg-Führer – Vom Ennstal zum Großvenediger. III Auflage. Gerlach & Wiedling, Wien 1967.
12. ↑  Der Verband. – Berge auf höchstem Niveau. Der Tauernhöhenweg. In: xn--tauernhhenweg-omb.com. Abgerufen am 25. August 2024.
13. ↑  Impressum + Datenschutz. – Berge auf höchstem Niveau. Der Tauernhöhenweg. In: xn--tauernhhenweg-omb.com. Abgerufen am 25. August 2024.
14. ↑  Hans Führer: Tauern-Höhenweg : von den Seckauer Tauern zum Venediger. I Auflage. Bergverlag Rother, München 1993, ISBN 3-7633-4036-X.
15. ↑  Herbert Raffalt: Tauernhöhenweg. Pustet, Salzburg 2013, ISBN 978-3-7025-0705-3.